# Národní park Petrified Forest
Národní park Petrified Forest se nachází ve Spojených státech amerických, v Arizoně. Plocha parku je 380 kilometrů čtverečních. Stáří sedimentů z této lokality činí asi 225 až 209 milionů let (svrchní trias, geologický stupeň nor).

## Popis
Nadmořská výška je 1556 m na jižním a 1902 m na severním vstupu. Počasí nemá žádné extrémy, nejvíce srážek bývá pří letních bouřkách.
Charakter krajiny je náhorní plošina pouštního typu, jsou zde zčásti pěkně zbarvené, geologicky vrstvené vrchy a pahorky, hlavní turistickou atrakcí jsou zkamenělé kusy dřeva a kmenů pravěkých dřevin.

## Vývoj
Krajina na území dnešního Národního parku Petrified forest je pustá a suchá. Poslední les tu rostl pouze v dávné minulosti – asi před 220 miliony let. Tenkrát, v období triasu, pokrývaly jižní okraj pouze velké bažinaté oblasti, protékané několika řekami, husté porosty jehličnatých stromů, podobných dnešním jedlím, pod nimiž vyrůstaly obrovské kapradiny. Ve vodách žili velcí plazi, předchůdci dnešních krokodýlů, a bohatou vegetací na březích rejdili malí ještěři a dinosauři.
Odumřelé, podmáčené nebo větrem vyvrácené stromy byly říčnímy proudy odplavovány do močálů a tam, společně s uhynulými živočichy, pohřbeny hluboko pod silnými vrstvami bahna a kalů. Tyto organismy, dokonale odříznuty od přívodu kyslíku, se rozkládaly a trouchnivěly jen velmi pomalu. Kostry zvířat byly dokonale konzervovány a mrtvé dřevo postupně nasakovalo vodou, obsahující vyloučené křemičitany. Organická tkaniva byla nahrazena minerály, kusy dřeva a celé stromy zkameněly.
Krajina byla později zasažena silnými výbuchy sopek, jejichž láva a horký popel udusily všechno živé. Následkem vzájemného posuvu kontinentálních desek zemský povrch v této části světa poklesl a byl zaplaven velkými vnitrozemskými jezery, která na pohřbené lesy navršila další vrstvy sedimentů. Když se krajina při pozdějších horotvorných pohybech opět zvedla, zmíněné spodní geologické vrstvy, nahromaděné v průběhu miliónů let, praskaly a s nimi praskaly také kmeny zkamenělých stromů. Větrná a vodní eroze pak postupně odkrývala horní vrstvy a jednotlivé vzácné fragmenty zkamenělého dřeva se tak znovu dostaly na světlo.

## Park
Ukázky těchto jedinečných geologických forem můžeme dnes nejlépe obdivovat právě na relativně malém území Národního parku Petrified Forest. Kdyby nebyl národní park zřízen, kdoví, zda by to dnes ještě nějaký pestrobarevný kus zkamenělého dřeva zůstal. Lovci suvenýrů si z chráněného území ve svých taškách rok co rok nelegálně odnesou téměř tunu zkamenělého dřeva.
Od jižního k severnímu vstupu do národního parku vede 27 mil dlouhá vyhlídková silnice Scenic Drive. Podél ní jsou umístěny jednotlivé vyhlídkové body, které v řadě případů zároveň představují výchozí body pěších túr. Hned za jižním vstupem je Rainbow Forest Museum, kde jsou vystaveny leštěné kusy zkamenělého dřeva.

## Galerie

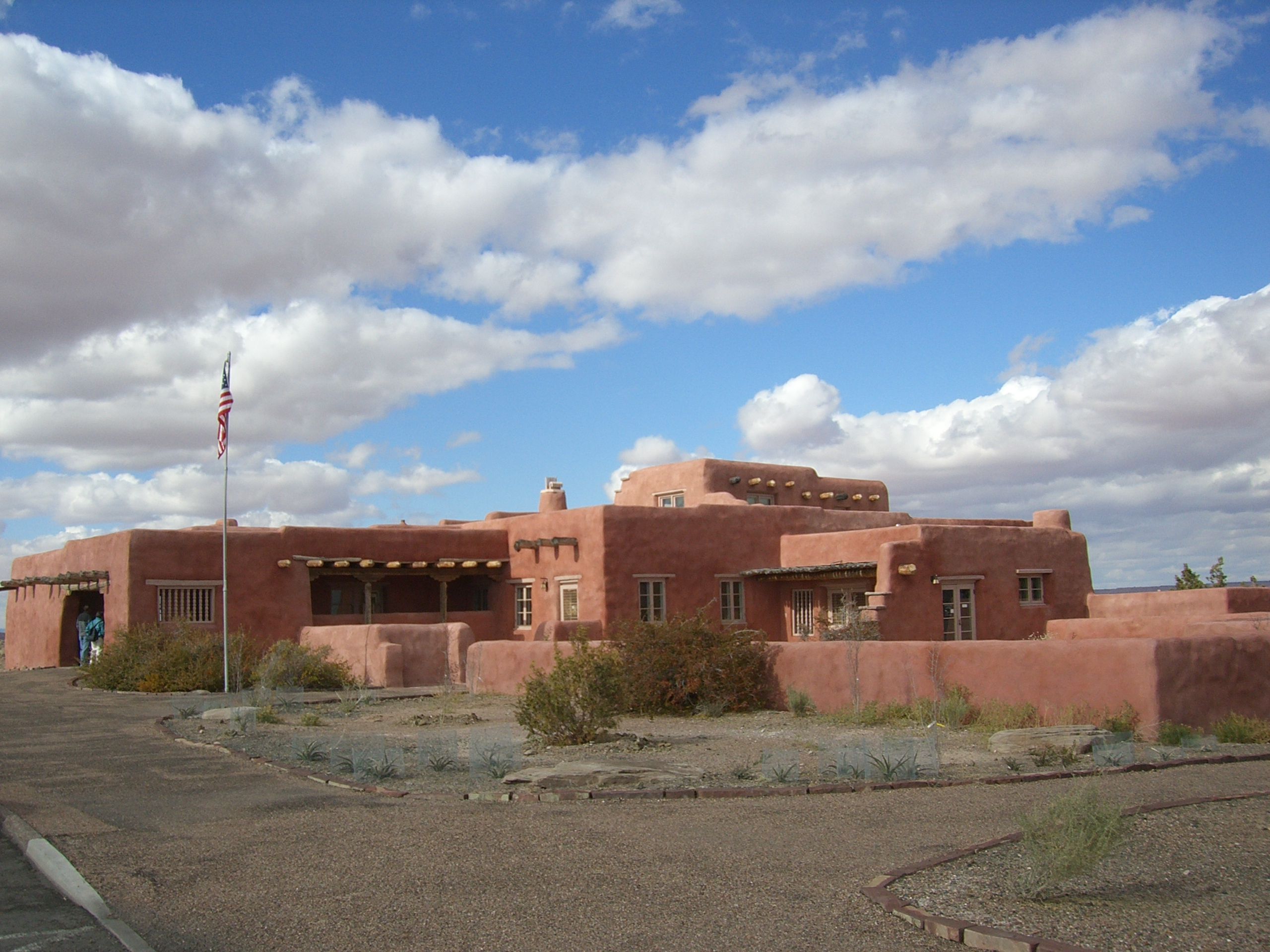
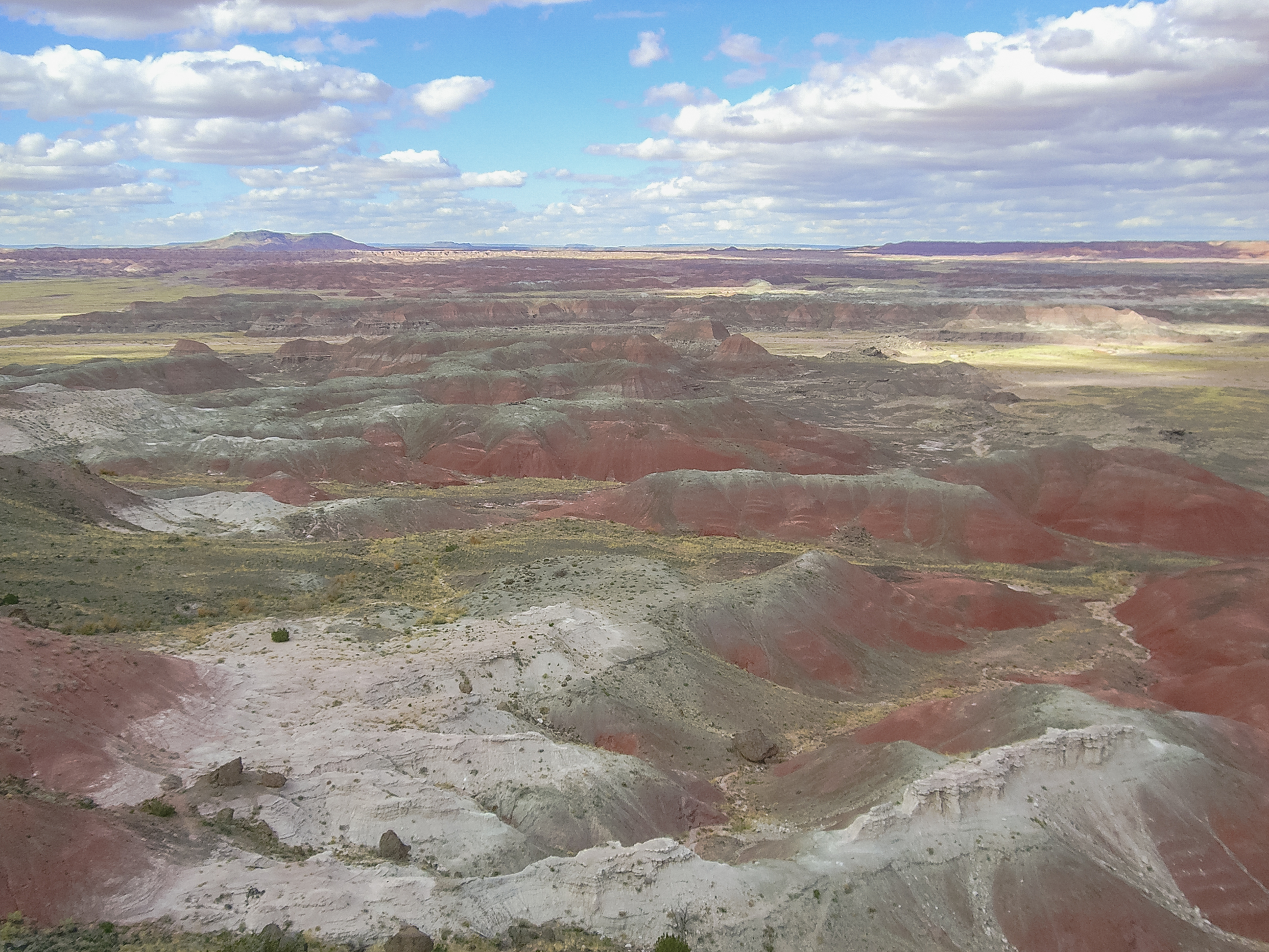
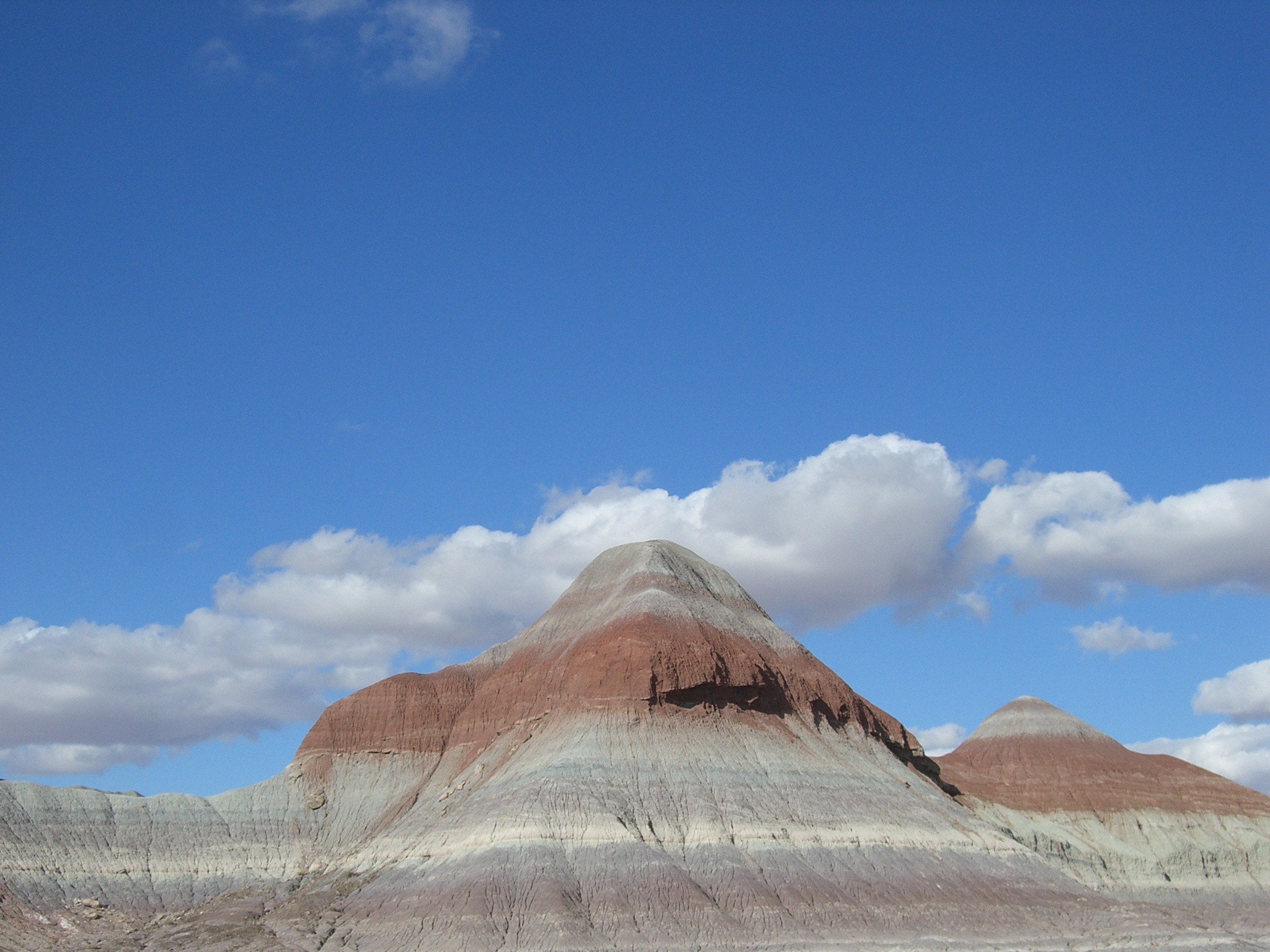
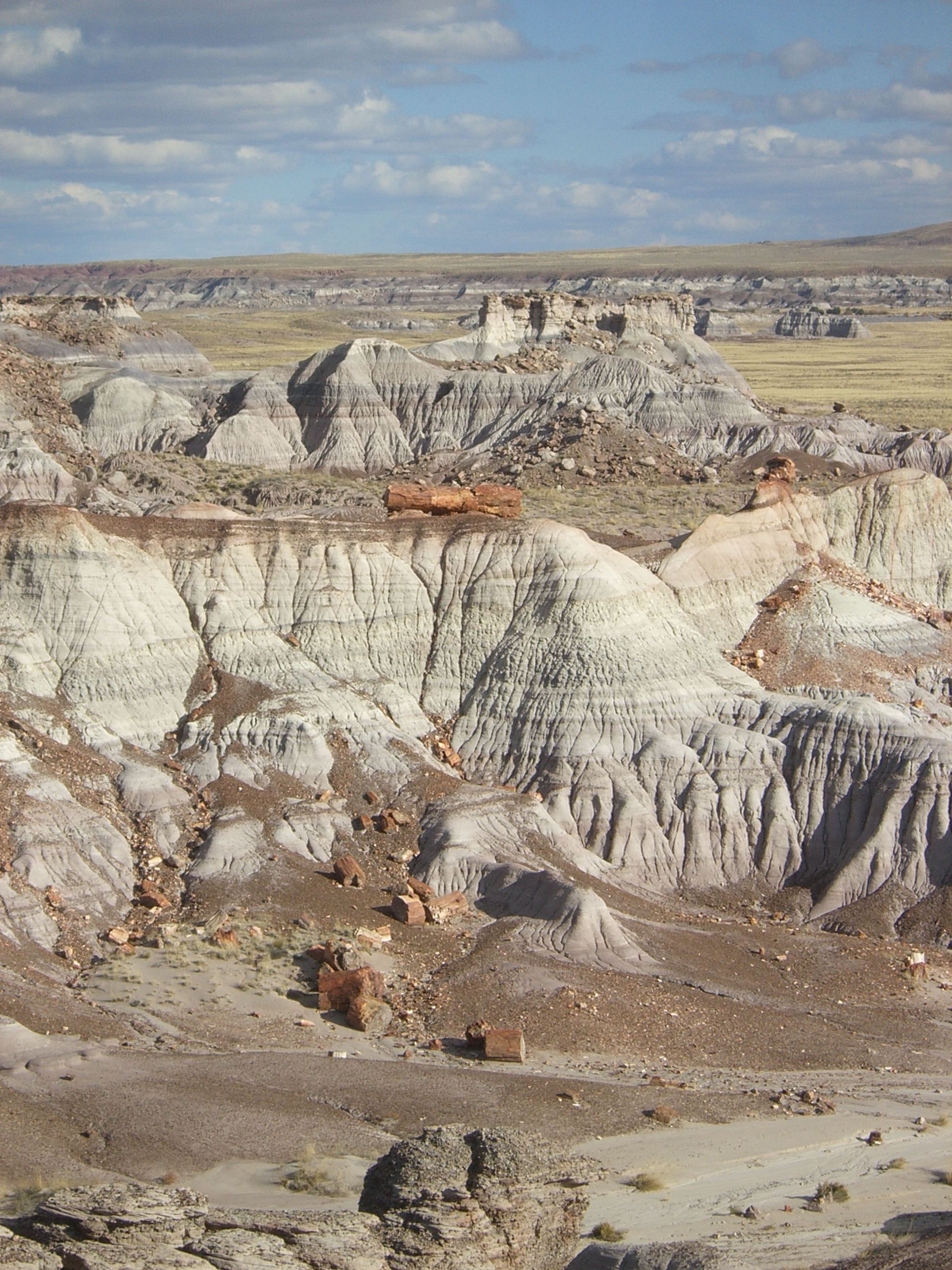
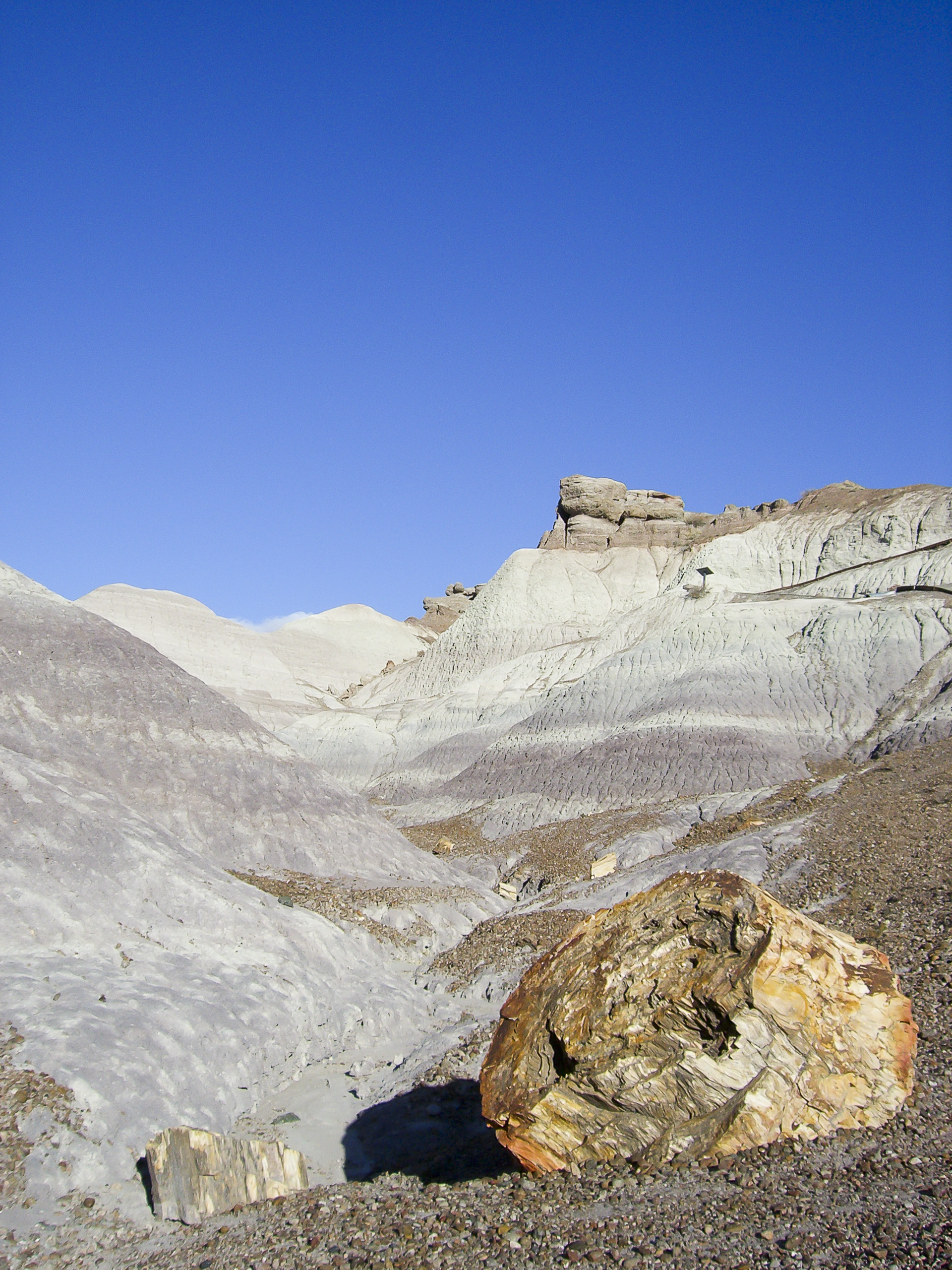
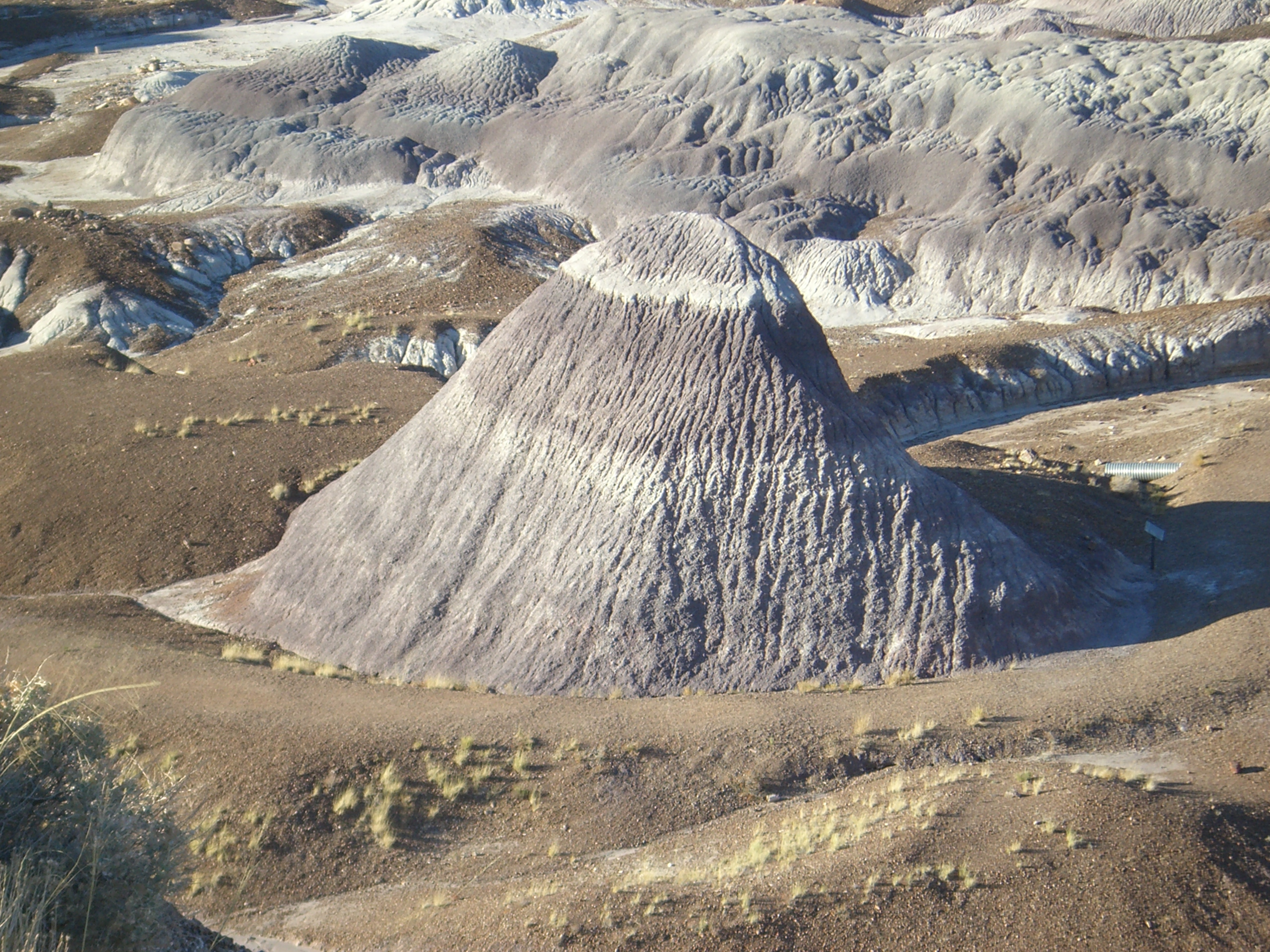
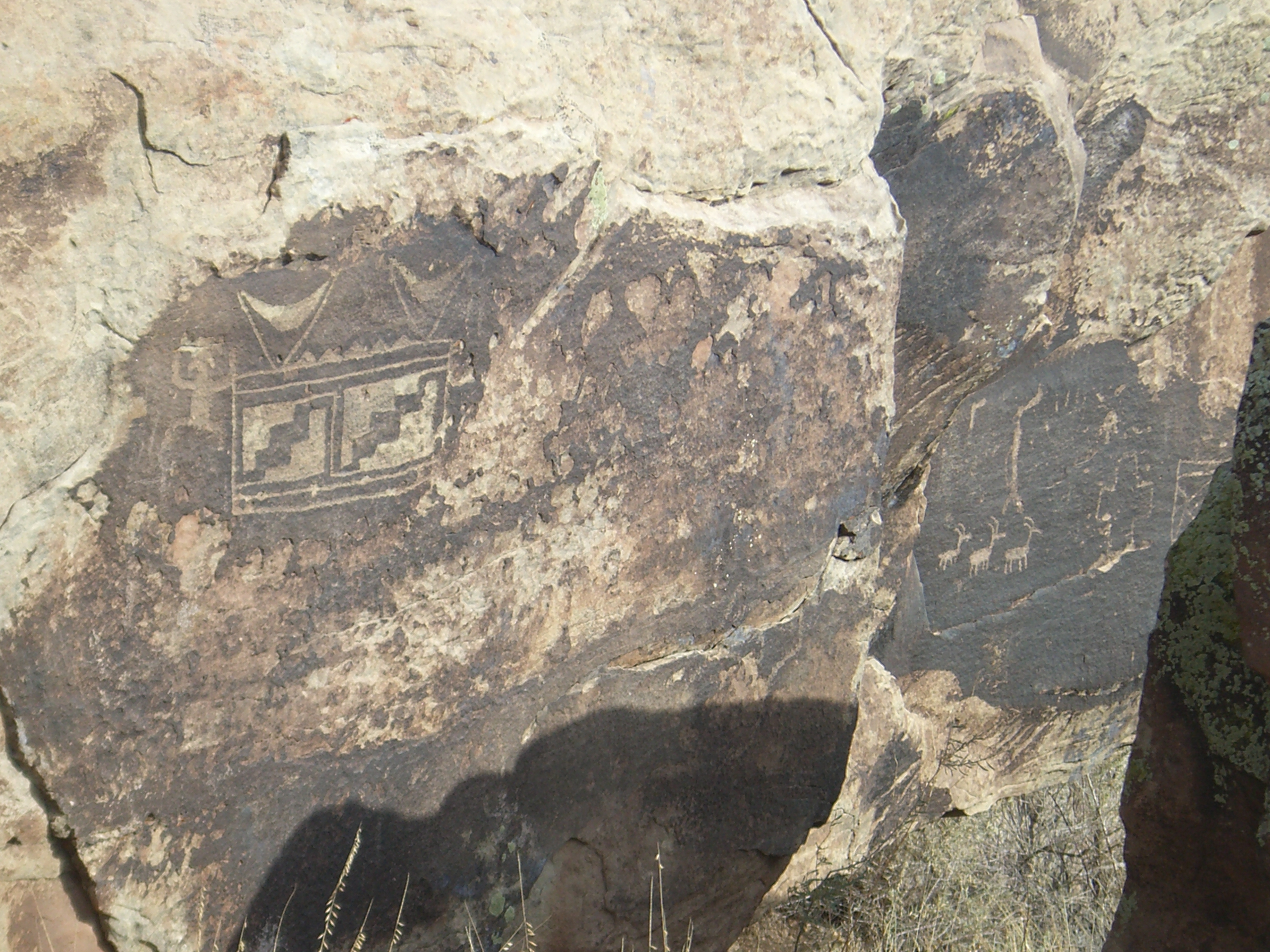
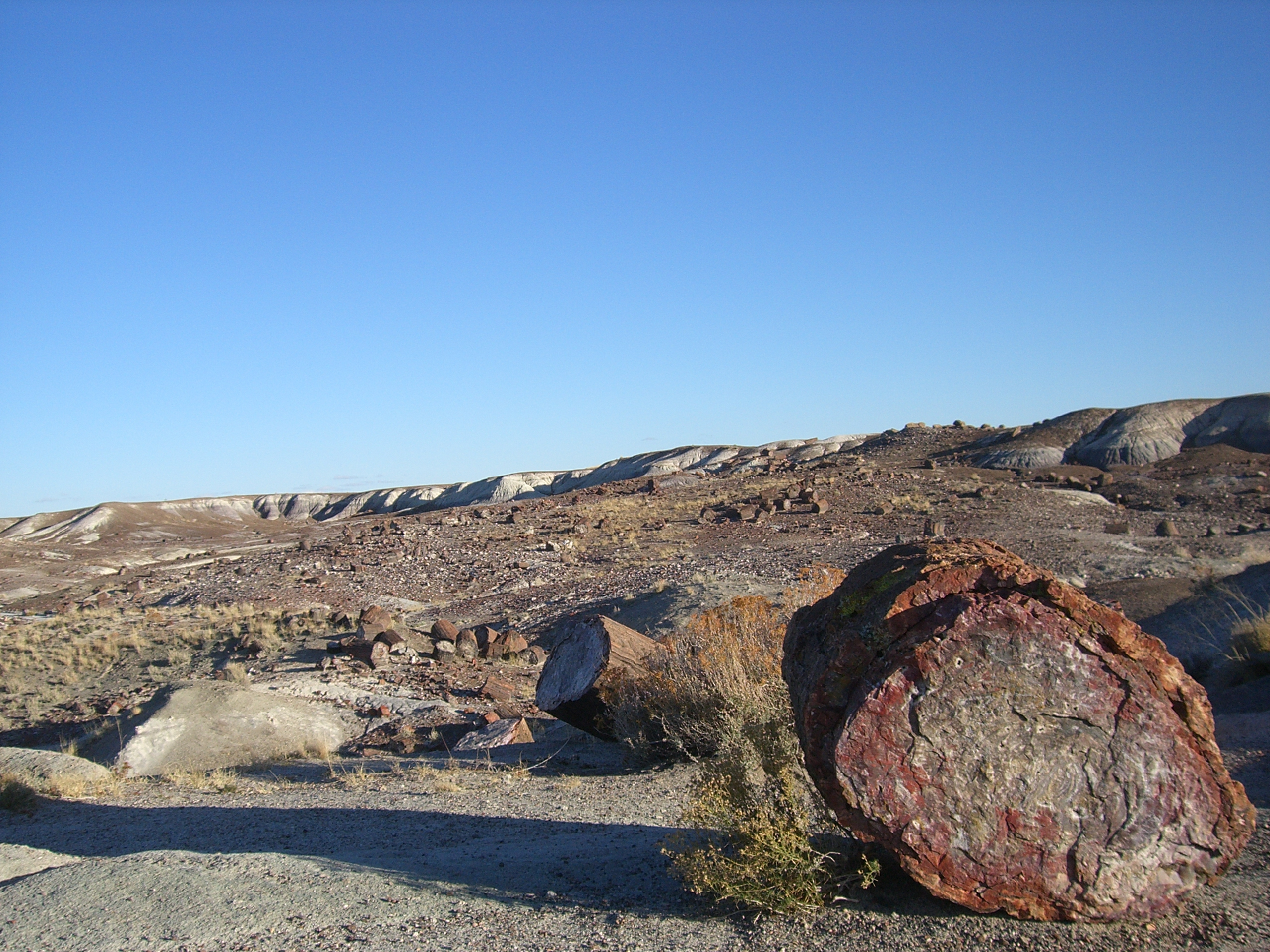
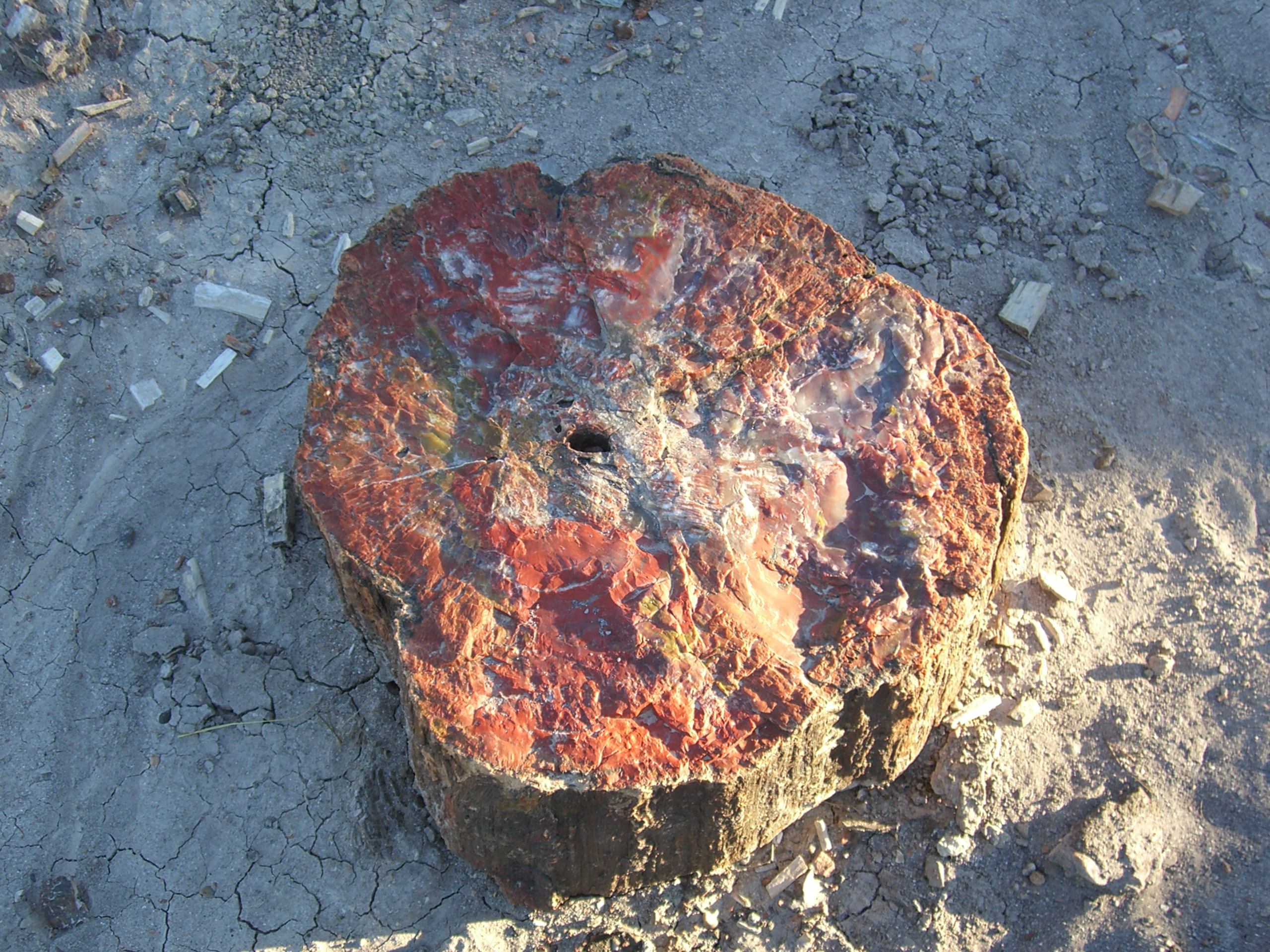